# Рукавица
Под термином рукавица или рукавице подразумева се пре свега део одеће који се навлачи на руке. Најчешће се прави са пет прстију али може бити и са два (за потребе војске) или само са једним изведеним за палац. Приликом поздрављања Бонтон налаже да мушкарци скидају рукавице, а жене не.
У средњем веку изазивање на двобој би се изводило тако што би један мушкарац другоме бацио рукавицу у лице или би га симболично ишамарао рукавицом коју држи у руци. То се сматрало тешком увредом.
Рукавице за једнократну употребу од латекса, нитрилне гуме или винила често носе здравствени радници као мере хигијене и заштите од контаминације. Полицајци их често носе за рад на местима злочина како би спречили уништавање доказа на месту догађаја. Многи криминалци носе рукавице како не би оставили отиске прстију, што отежава истрагу злочина. Међутим, саме рукавице могу оставити отиске који су једнако јединствени као и људски отисци прстију.

## Историја
Ношење рукавица веома је стари обичај. Рукавице су изумели стари народи како би се заштитили у условима хладне климе. Оне су приказане у древној египатској гробници која датира из 5. династије. Према неким преводима Хомерове Одисеје, Лаерт је описан како носи рукавице док шета својом баштом како би избегао драчу. (Други преводи, међутим, инсистирају на томе да је Лаерт превукао своје дугачке рукаве преко својих шака.) Херодот, у Херодотовој историји (440. п. н. е.), говори како је Леотихид био инкриминисан рукавицом (оклопном рукавицом) пуном сребра коју је добио као мито. Повремено се спомиње употреба рукавица и међу Римљанима. Плиније Млађи (око 100), стенограф његовог стрица, зими је носио рукавице како не би ометао рад старијег Плинија.
Током 13. века рукавице су почеле да носе даме као модни детаљ. Израђивале су се од платна и свиле, а понекад су досезале и до лакта. Таква световна одећа није била за свете жене, према Анкрен Вису из раног 13. века, написаној за њихова упутства. Проглашени су Сумптуарни закони да би обуздали ову сујету: против самитских рукавица у Болоњи, 1294. године, као и против намирисаних рукавица у Риму, 1560. године.
Париска корпорација или цех рукавица (gantiers) постојала је од тринаестог века. Правили су их од коже или крзна.
До 1440. године, у Енглеској рукавичари су постали чланови цеха Даберс или Букбајндерс све док нису основали свој цех за време владавине Елизабете I. Компанија Гловерс је основана 1613. године.
Међутим, тек у 16. веку рукавице су достигле свој највећи развој, када је краљица Елизабета I поставила моду за ношење богато извезених и украшених драгуљима, као и за ношење и скидање током аудијенције како би скренула пажњу на њуне лепе руке. На њеном портрету „Дичли” из 1592. године приказано је како у левој руци држи кожне рукавице. У Паризу су гантиери постали gantiers parfumeurs, због мирисних уља, мошуса, амбре и цибетке, који су мирисали кожне рукавице, али њихов занат, који је био уведен на двору Катарине Медичи, није био посебно признат све до 1656. године, у краљевској служби. Произвођачи плетених рукавица, које нису задржавале мирис и имале мање друштвености, били су организовани у посебан цех, бонетиера који су могли да плету свилу и вуну. Такви радници су били организовани већ у четрнаестом веку. Плетене рукавице биле су префињен ручни рад који је захтевао пет година шегртовања; дефективан рад је био предмет конфискације и спаљивања.] У 17. веку су у моду ушле рукавице од меке пилеће коже. Завладала је помама за рукавицама званим „лимерике“. Ова посебна мода била је производ произвођача из Лимерика, у Ирској, који је направио рукавице од коже нерођене телади.
Извезене и украшене драгуљима, рукавице су биле део обележја царева и краљева. Тако Метју из Париза, у запису сахране Хенрија II Енглеског 1189. године, помиње да је сахрањен у крунидбеној одежди са златном круном на глави и рукавицама на рукама. Рукавице су пронађене на рукама краља Џона када је његова гробница отворена 1797. и на рукама краља Едварда I када је његова гробница отворена 1774. године.
Папске рукавице су литургијски орнаменти које користе првенствено папа, кардинали и бискупи. Они их могу носити само на миси. Литургијска употреба рукавица није праћена даље од почетка 10. века, а њихово увођење је можда било последица једноставне жеље да руке буду чисте за свете тајне, али други сугеришу да су оне усвојене као део све веће помпе којом су се каролиншки епископи окруживали. Из франачког краљевства тај се обичај проширио у Рим, где се литургијске рукавице први пут помињу у првој половини 11. века.
Када су кратки рукави ушли у моду 1700-их, жене су почеле да носе дугачке рукавице, које су сезале до пола подлактице. До 1870-их, закопчане дечије, свилене или баршунасте рукавице су се носиле уз вечерњу или вечерњу хаљину, а дугачке рукавице од антилопа носиле су се током дана и када се пије чај.
Углавном током 19. века, генерички или трговачки назив „Берлинске рукавице” коришћен је за танке беле памучне рукавице које су се могле прати и које су често носиле слуге, као што су батлери или конобари, и мање имућни у цивилном животу. Термин се такође користио за беле памучне рукавице које је америчка војска носила са униформом у Првом светском рату.
Године 1905, The Law Times је направио једну од првих референци на употребу рукавица од стране криминалаца да сакрију отиске прстију, наводећи: У будућности ... када провалник провали, пар рукавица ће бити неопходан део његове одеће.
Рани тркачки аутомобили Формуле 1 користили су волане преузете директно са друмских аутомобила. Обично су били направљени од дрвета, па је била неопходна употреба возачких рукавица.

## Подела рукавица

### Рукавице као модни детаљ
Рукавице као модни детаљ се праве од финих материјала, могу бити штрикане, хеклане. Дужна може бити и изнад лаката. Модна правила захтевају да рукавице, ташна и ципеле буду, код жена, у једној боји.

### Заштитне рукавице
У зависности од чега треба да заштите руке, заштитне рукавице се праве од различитих материјала. То могу бити вуна, кожа, азбест, гума, латекс, метал... Штите од хладноће, топлоте, механичких повреда, хемикалија, струјног удара, квашења руку, заразе...
Заштитне рукавице носе или би требало да носе, топионичари, сви који раде са електричним алатима, медицинско особље које ради на местима где постоји могућност заразе, радници који раде са машинама и алатима где постоји могућност повреде...
Извршиоци кривичних дела често носе рукавице да на месту злочина не би оставили отиске прстију.
Интересантно је да амерички војници у Ираку стално носе рукавице.
Боксерске рукавице носе боксери. Циљ им је да заштите руке боксера али још више противника од тежих озледа. У зависности од тога да ли је у питању аматерски или професионални бокс тежина рукавица је 10 или 6 унци. (једна унца је 28 грама). Теже рукавице изазивају мање повреде!
Оклопне рукавице - борбене рукавице

## Безбедносни стандарди
Неколико европских стандарда се односи на рукавице. Ови укључују:
- EN 388: Заштита од механичких ризика (абразија / посекотина / кидање / убода)
- EN 374: Заштита од хемикалија и микроорганизама
- EN 420: Општи захтеви за рукавице обухватају величину и бројне здравствене и безбедносне аспекте, укључујући нивое протеина латекса и хрома.
- EN 60903: Струјни удар
- EN 407: Отпорност на топлоту
- EN 511: Отпорност на хладноћу
- EN 1149: Антистатик
- EN 10819: Антивибрационе рукавице (TRM – Однос преноса средњи фреквенцијски опсег, TRH – Однос преноса високе фреквенције)

Они постоје да би испунили захтеве за личном заштитном опремом (PPE).

## Запажене рукавице
Мајкл Џексон је често носио једну рукавицу украшену драгуљима на десној руци, што је помогло да развије свој препознатљиви изглед. Она је била предмет неколико аукција.
Тамна кожна рукавица постала је важан доказ у случају убиства О. Ј. Симпсона. Симпсонов бранилац је рекао „ако се не уклапа, морате га ослободити кривице“. Према неким анализама, рукавица која је представљена као доказ се смањила јер је била натопљена крвљу.